# Панцер, Георг Вольфганг Франц
Гео́рг Во́льфганг Франц Па́нцер (нем. Georg Wolfgang Franz Panzer, 1755—1829) — немецкий энтомолог и ботаник второй половины XVIII — первой трети XIX века.
Был врачом близ Нюрнберга. Действительный член Московского общества испытателей природы (с 1806).
Написал целый ряд весьма ценных крупных сочинений по насекомым, преимущественно Германии.
Сын библиографа Георга Вольфганга Панцера (нем. Georg Wolfgang Panzer).

## Научные труды
- Faunae Insectorum Germanicae initia, oder Deutschlands Insecten, 109 Teile, 2640 Kupfertafeln von Jacob Sturm, herausgegeben von Dr G. W. F. Panzer (109 тетрадей с 2 640 раскрашенных от руки изображений насекомых в технике гравюра на меди работы Якоба Штурма; Нюрнберг, 1793—1813, продолжение этого громадного труда смотри в статье Геррих-Шеффер);
- Deutschlands Insectenfaune oder entomologisches Taschenbuch für das Jahr 1795 (нем.) (1795)
- Kritische Revision der Insectenfauna Deutschlands (нем.) (1805), 2 тома
- Index entomologicus sistens omnes insectorum species in G. W. F. Panzeri Fauna Insectorum Germanica descriptas atque delineatas … adjectis … observationibus. Pars 1. Eleutherata (лат.) (1813).